# Дашівська
Дашівська — проміжна залізнична станція Шевченківської дирекції Одеської залізниці. Знаходиться на не електрифікованій одноколійній ділянці Оратів (7 км) — Сорока (9 км). На сьогодні станція фактично законсервована, і ніякої діяльності не проводить, вантажні поїзди проходять її транзитно.
Розташована у селищі Дашів Вінницької області.

## Історія
Станцію було відкрито 1914 року. На станції збереглася типова будівля вокзалу, яка нині є житловим будинком.
Станція була збудована для обслуговування Бабинського цукрового заводу, але на сьогодні залізнична колія цукрозаводу занедбана і вже декілька років не використовується.